# Universidad ORT México
La Universidad ORT México es una institución de asistencia privada sin fines de lucro, fundada en 2015. Surge en convenio con la Junta de Asistencia Privada del Distrito Federal por la necesidad que existe en México de profesionalizar a la gente que labora en el sector social. Forma parte de la red educativa de World ORT, organización fundada en Rusia en 1880 dedicada a la educación y que cuenta con más de 250,000 alumnos con presencia en 60 países, incluyendo instituciones de educación superior como Universidad ORT Uruguay, ORT Bramson College en Nueva York, EE. UU., y ORT Braude College en Israel. 
Es la única institución de educación superior en América Latina cuyos programas de estudio están enfocados al fortalecimiento del sector social, o tercer sector, en rubros como educación, adicciones, medio ambiente, derechos humanos y discapacidad entre otros.  Trabaja en alianza con organismos públicos y Organizaciones No Gubernamentales (ONG), y tiene convenios de colaboración con la Junta de Asistencia Privada de la Ciudad de México, el Instituto para la Atención y Prevención de las Adicciones de la Ciudad de México, y SEMARNAT entre otros.
En diciembre de 2019 la Universidad ORT México recibe por parte de Fondo Unido México- United Way el premio a Proyecto en Aalianza y en mayo de 2020 fue reconocida por la revista GANAR-GANAR como la mejor en México para estudiar programas de responsabilidad social.
La universidad cuenta con 8 programas académicos a nivel Licenciatura, Especialidad de posgrado y Maestría.

## Programas Académicos
- Licenciatura en Psicología con enfoque en Atención a Víctimas y Psicología Comunitaria
- Licenciatura en Derechos con enfoque en Derechos Humanos
- Licenciatura en Administración y Responsabilidad Social
- Especialidad en Ética y Sociedad
- Maestría en Administración y Emprendimiento Sociales
- Maestría en Educación Ambiental
- Maestría en Innovación Educativa